# Associazione Sportiva Cittadella Padova 2003-2004

## Stagione
Nella stagione 2003-2004 il Cittadella disputa il girone A del campionato di Serie C, vi raccoglie 42 punti che valgono l'undicesimo posto finale. I granata allenati dal confermato Rolando Maran ottengono 22 punti nel girone di andata e 20 nel girone di ritorno, chiudendo il torneo con quattro punti sopra la zona Play-out. Ottimo invece il percorso dei veneti nella Coppa Italia di Serie C dove si impongono nel girone D di qualificazione con 10 punti in quattro gare, poi nei sedicesimi di finale eliminano nel doppio confronto il Monza, negli ottavi di finale hanno la meglio sul Mantova, nei quarti superano nel doppio confronto il Chieti, mentre si fermano in semifinale, eliminati con due pari dal Cesena, galeotta la rete subita in casa nell'(1-1) interno.

## Rosa

### Staff tecnico
| Allenatore: | Rolando Maran |

## Risultati

### Campionato

#### Girone di andata
| Arbitro: | Torella (Roma) |

|              |           |  |
| Serafini 62’ | Marcatori |  |

| Arbitro: | Rodomonti (Teramo) |

|  |           |                          |
|  | Marcatori | 77’ Morante 88’ Mariotti |

| Cittadella 14 settembre 2003 3ª giornata | Cittadella      | 0 – 0 | Cesena | Stadio Piercesare Tombolato\| Arbitro: \| Banti (Livorno) \| |
| Arbitro:                                 | Banti (Livorno) |       |        |                                                              |

| Arbitro: | Nappi (Napoli) |

|             |           |                |
| Morello 53’ | Marcatori | 36’ De Gasperi |

| Arbitro: | Caristia (Siracusa) |

|                                              |           |                   |
| De Gasperi 9’ (rig.), 15’ (rig.) Ruopolo 25’ | Marcatori | 33’ (rig.) Alessi |

| Arbitro: | Guerriero (Catanzaro) |

|  |           |             |
|  | Marcatori | 28’ Ruopolo |

| Arbitro: | Lioce (Molfetta) |

|             |           |           |
| Ruopolo 48’ | Marcatori | 13’ Fadda |

| Arbitro: | C. Rubino (Salerno) |

|                  |           |             |
| Mussi 45’ (rig.) | Marcatori | 34’ Gennari |

| Arbitro: | Di Cintio (Bergamo) |

|               |           |  |
| Mazzoleni 63’ | Marcatori |  |

| Arbitro: | Marzaloni (Rimini) |

|               |           |  |
| Artistico 43’ | Marcatori |  |

| Arbitro: | Bo (Genova) |

|  |           |                              |
|  | Marcatori | 46’, 59’ Joelson 53’ Gheller |

| Arbitro: | Di Fiore (Aosta) |

|             |           |  |
| Cerbone 28’ | Marcatori |  |

| Arbitro: | Banti (Livorno) |

|                            |           |               |
| Amore 22’ De Gasperi 90+1’ | Marcatori | 43’ Romondini |

| Arbitro: | Iannone (Napoli) |

|                |           |  |
| Sinigaglia 39’ | Marcatori |  |

| Arbitro: | Mannella (Avezzano) |

|                                 |           |           |
| Sgrigna 19’, 54’ De Gasperi 82’ | Marcatori | 63’ Serao |

| Arbitro: | Lops (Torino) |

|  |           |                              |
|  | Marcatori | 24’, 61’ Sgrigna 28’ Ruopolo |

| Arbitro: | Herberg (Messina) |

|  |           |            |
|  | Marcatori | 21’ Masini |

#### Girone di ritorno
| Arbitro: | Pantana (Macerata) |

|             |           |  |
| Sgrigna 15’ | Marcatori |  |

| Arbitro: | G. Rubino (Salerno) |

|                        |           |  |
| Zaffaroni 37’ Elia 71’ | Marcatori |  |

| Arbitro: | Brunialti (Trento) |

|                   |           |                    |
| Bernacci 16’, 34’ | Marcatori | 90+1’ (rig.) Amore |

| Arbitro: | Fiori (Perugia) |

|                                        |           |                        |
| Carteri 28’ Sgrigna 30’ Amore 32’, 40’ | Marcatori | 22’ Morello 78’ Bonomi |

| Arbitro: | Lena (Ciampino) |

|              |           |  |
| Veronese 53’ | Marcatori |  |

| Arbitro: | Stallone (Foggia) |

|  |           |            |
|  | Marcatori | 54’ Ligori |

| Arbitro: | Bernardoni (Modena) |

|  |           |           |
|  | Marcatori | 60’ Koffi |

| Arbitro: | Taverna (Taurianova) |

|                         |           |  |
| Ruopolo 15’ Sgrigna 47’ | Marcatori |  |

| Arbitro: | Ferrandini (Sondrio) |

|                      |           |                  |
| Di Loreto 65’, 90+2’ | Marcatori | 32’, 35’ Sgrigna |

| Arbitro: | Caristia (Siracusa) |

|                  |           |               |
| Amore 34’ (rig.) | Marcatori | 84’ Artistico |

| Arbitro: | Italiani (L'Aquila) |

|                     |           |             |
| Ambrosoni 2’ (rig.) | Marcatori | 58’ Sgrigna |

| Arbitro: | Zanchin (Biella) |

|  |           |           |
|  | Marcatori | 80’ Testa |

| Arbitro: | P.S. Mazzoleni (Bergamo) |

|                                              |           |                  |
| La Grotteria 64’ Romondini 66’ Zecchin 90+3’ | Marcatori | 13’ (aut.) Zanon |

| Arbitro: | De Luca (Pescara) |

|                                   |           |  |
| Giosa 44’ Sgrigna 49’ Ruopolo 74’ | Marcatori |  |

| Novara 2 maggio 2004 32ª giornata | Novara              | 0 – 0 | Cittadella | Stadio Silvio Piola\| Arbitro: \| C. Rubino (Salerno) \| |
| Arbitro:                          | C. Rubino (Salerno) |       |            |                                                          |

| Arbitro: | Balsamo (Tivoli) |

|  |           |                                         |
|  | Marcatori | 72’ (rig.) G. Lorenzini 90+3’ Bonfiglio |

| Arbitro: | Celi (Bari) |

|              |           |             |
| Iacopino 52’ | Marcatori | 27’ Breschi |

### Coppa Italia di Serie C

#### Girone D
| Arbitro: | Bernardoni (Modena) |

|  |           |                           |
|  | Marcatori | 33’ Mazzoleni 79’ Ruopolo |

| Arbitro: | Salati (Trento) |

|                |           |  |
| De Gasperi 63’ | Marcatori |  |

| Arbitro: | Gandolfi (Cremona) |

|               |           |            |
| Spagnolli 51’ | Marcatori | 6’ Carteri |

| 27 agosto 2003 4ª giornata |  | – Turno di riposo Cittadella |  |  |

| Arbitro: | P.S. Mazzoleni (Bergamo) |

|                        |           |  |
| Riberto 5’ Gennari 46’ | Marcatori |  |

#### Sedicesimi di finale
| Arbitro: | Bernardoni (Modena) |

|             |           |                                                      |
| Barbisan 2’ | Marcatori | 9’ Ciotti 21’ (rig.) Amore 24’ Ruopolo 89’ Marchesan |

| Arbitro: | Burdin (Cormons) |

|                          |           |               |
| Breschi 39’ Ciotti 90+2’ | Marcatori | 82’ Boccolini |

#### Ottavi di finale
| Arbitro: | Ciliberto (Merano) |

|                                             |           |              |
| Sgrigna 26’ De Gasperi 75’ (rig.) Amore 89’ | Marcatori | 9’ Balleello |

| Arbitro: | Ferrandini (Sondrio) |

|            |           |                                     |
| Simoni 18’ | Marcatori | 7’ Ciotti 30’ De Gasperi 86’ Farina |

#### Quarti di finale
| Arbitro: | Giglioni (Siena) |

|              |           |                       |
| Califano 54’ | Marcatori | 32’ (rig.), 34’ Amore |

| Arbitro: | Pierpaoli (Firenze) |

|                |           |  |
| De Gasperi 38’ | Marcatori |  |

#### Semifinali
| Cesena 29 febbraio 2004 Andata | Cesena        | 0 – 0 | Cittadella | Stadio Dino Manuzzi\| Arbitro: \| Lops (Torino) \| |
| Arbitro:                       | Lops (Torino) |       |            |                                                    |

| Arbitro: | Ciampi (Roma) |

|          |           |             |
| Amore 7’ | Marcatori | 55’ Cavalli |